# شهرستان یافع
ناحیهٔ یافع (به عربی: مدیریة یافع) یک ناحیه در یمن است که در استان لحج واقع شده‌است.
ناحیهٔ یافع ۷۵٬۰۱۴ نفر جمعیت دارد.